# Minglanilla, Cebu

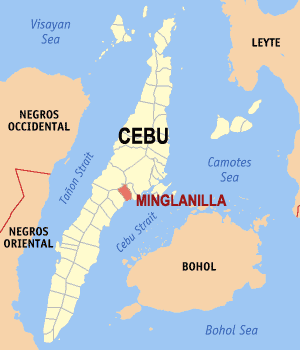
Bản đồ Cebu với vị trí của Minglanilla

Minglanilla là một đô thị hạng 1 của tỉnh Cebu, Philippines. Theo điều tra dân số năm 2007, đô thị này có dân số 101.585 người.
Minglanilla thuộc vùng đô thị Metro Cebu.
Minglanilla có cự ly khoảng 15 km về phía nam Thành phố Cebu. Phía tây nam đô thị này giáp thành phố Naga; phía tây bắc giáp Thành phố Toledo; phía đông bắc giáp Thành phố Talisay; phía đông nam giáp eo biển Bohol. Diện tích đô thị này là 15,6 km².

## Các đơn vị dân cư
Minglanilla được chia thành các đơn vị hành chính gồm 19 khu dân cư (khu phố) (barangay).

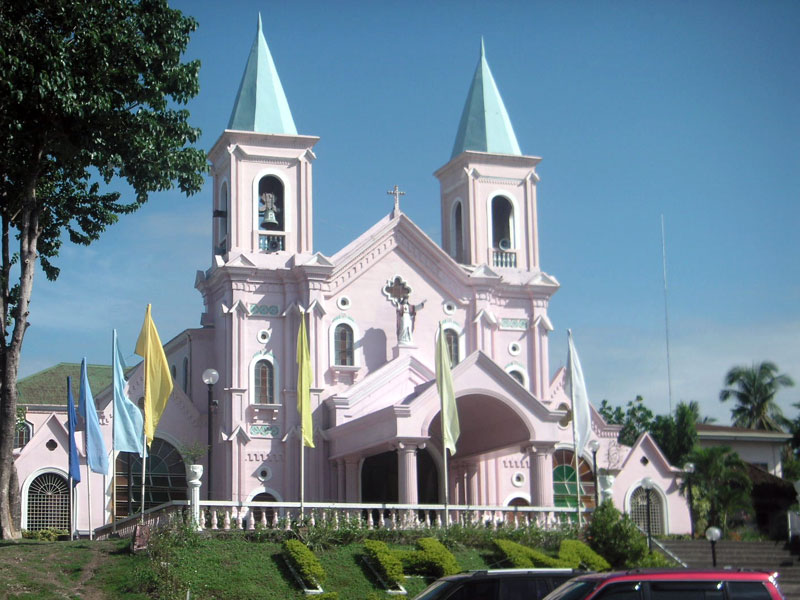
Nhà thờ Minglanilla.

| - Cadulawan - Calajo-an - Camp 7 - Camp 8 - Cuanos - Guindaruhan - Linao-Lipata - Manduang - Pakigne - Poblacion Ward I | - Poblacion Ward II - Poblacion Ward III - Poblacion Ward IV - Tubod - Tulay where the Pepsi Cola Plant is now located. - Tunghaan - Tungkil - Tungkop - Vito |